# Farhan Al Saadi

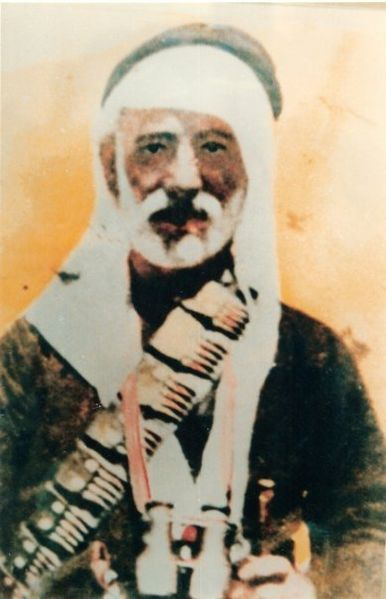
Farhan Al Saadi

Farhan Al Saadi (circa 1862-27 de noviembre de 1937) nació en el pueblo de al-Mazar cerca de Jenin, Palestina. Participó en conferencias y manifestaciones nacionales contra el mandato británico de Palestina y en los disturbios palestinos de 1929. Se cree que fue el primero en utilizar un arma durante la revuelta de 1936.

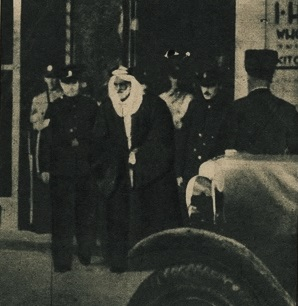
Al-Saadi después de su arresto por la policía del Mandato Británico en 1937. Posteriormente fue ejecutado.

Saadi fue en un momento encarcelado por las autoridades británicas. Cuando salió de la cárcel, se trasladó a Haifa, donde conoció al jeque Izz al-Din al-Qassam y se unió a su organización. El 15 de abril de 1936, un grupo llamado Ikhwan al-Qassam bajo el liderazgo de al-Sa'di tendió una emboscada a un autobús en la carretera Nablus-Tulkarm. Dos pasajeros judíos fueron bajados del autobús y asesinados a tiros. Este incidente se considera el punto de partida de la revuelta árabe de 1936-1939. Por las numerosas operaciones contra los británicos, fue condenado a muerte. Fue ejecutado el 27 de noviembre de 1937, a la edad de 75 años durante el ayuno del Ramadán.